# Martin U. Müller
Martin U. Müller (* in Berlin) ist ein deutscher Journalist.

## Leben
Müller studierte Medizin sowie Neuropsychologie und Geschichte der Medizin. Danach besuchte er die Henri-Nannen-Schule. Seit 2009 arbeitet er beim Hamburger Nachrichten-Magazin Der Spiegel.
Er beschäftigt sich dort unter anderem mit der Wirtschafts- und Medienberichterstattung und ist Jurymitglied des Preises „Journalist des Jahres“, welcher vom Medium Magazin ausgelobt wird.
Regelmäßig arbeitete Müller investigativ. So berichtete er über die Affäre um Bundespräsident Christian Wulff und den Berliner Filmfinanzier David Groenewold, über den Justizfall Jörg Kachelmann, über den Skandal um das First-Class-Upgrade auf Flügen nach Indien des Bischofs von Limburg, Franz-Peter Tebartz-van Elst, über die Hintergründe zur Insolvenz der Fluglinie Air Berlin, über den Pilotensuizid von Germanwings-Flug 9525, über die Methoden des Krankenhaus-Konzerns Asklepios oder über die Affäre um den damaligen Chefredakteur der Bild-Zeitung, Julian Reichelt. Müller schrieb zuvor Texte unter anderem für die Süddeutsche Zeitung, die Frankfurter Allgemeine Zeitung und den Tagesspiegel.
Er ist Jurymitglied des Spiegel-Schülerzeitungspreises und verlieh den „Spiegel-Sonderpreis für die beste journalistische Leistung“ beim Schülerzeitungswettbewerb der Länder im Bundesrat.

## Auszeichnungen
2022 wurde Müller gemeinsam mit Kollegen mit dem Henri-Nannen-Preis (Stern-Preis) in der Kategorie Geschichte des Jahres für eine Recherche zu Julian Reichelt ausgezeichnet. 2021 wurde er gemeinsam mit zwei Spiegel-Kollegen mit dem Deutschen Journalistenpreis für eine internationale Recherche zum damaligen Stand der Entwicklung eines Corona-Impfstoffs ausgezeichnet. Weiterhin wurde Müller mit dem 1. Preis beim Medienpreis Luft- und Raumfahrt 2018 geehrt. 2017 gewann er gemeinsam mit einem Team den 1. Platz beim Otto-Brenner-Preis für die Recherche Ein krankes Haus. Ebenfalls 2017 wurde er mit dem Deutschen Sozialpreis ausgezeichnet. Ein Report von ihm über die Zukunft der Medizin in Zeiten der Digitalisierung schaffte es auf die Shortlist für den Ernst-Schneider-Preis 2018. Zusammen mit Thomas Tuma erhielt Müller den 3. Preis beim Helmut-Schmidt-Journalistenpreis 2011 für den Spiegel-Artikel Weltreligion Shoppen. Er ist gemeinsam mit einem Team um Thomas Tuma Preisträger des Hauptpreises Print des Friedrich-und-Isabel-Vogel-Preises für Wirtschaftsjournalismus für eine vierteilige Serie Deutschland, deine Reichen. Weiterhin war er 2012 für den Deutschen Journalistenpreis in der Kategorie Mobilität und Logistik für einen Report über Vielflieger und den Lufthansa HON Circle nominiert, 2013 in der Kategorie Innovation und Nachhaltigkeit mit einem Titel zum Thema Big Data, 2024 mit einem Porträt über Lufthansa-Chef Carsten Spohr.

## Buchbeiträge
- Post-COVID-Syndrom und Long-COVID (Beitrag). Medizinisch Wissenschaftliche Verlagsgesellschaft, Berlin 2023, ISBN 978-3-95466-698-0.
- Visionäre der Gesundheit (Beitrag). Medizinisch Wissenschaftliche Verlagsgesellschaft, Berlin 2023, ISBN 978-3-95466-767-3.
- Was Ärzte von Journalisten lernen können (Beitrag). Medizinisch Wissenschaftliche Verlagsgesellschaft, Berlin 2020, ISBN 978-3-95466-465-8.
- Wie ein Medienskandal entsteht (Beitrag). Springer Gabler, Wiesbaden 2020, ISBN 978-3-658-27496-2.
- Endlich Zeit (Beitrag). Penguin Verlag, München 2018, ISBN 978-3-328-10271-7.
- Deutschland, Deine Reichen: Wer sind sie – und warum so viele? (Beitrag). Spiegel Verlag, Hamburg 2013.
- Demenz: Was wir darüber wissen, wie wir damit leben (Beitrag). Deutsche Verlags-Anstalt, München 2010, ISBN 978-3-421-04487-7.
- Schwarz, Rot, Grau. Altern in Deutschland (Beitrag). Süddeutsche Zeitung; 1. edition, München 2008, ISBN 978-3-86615-616-6.